# Shocking Blue (band)
Shocking Blue was een Nederlandse rockband uit Den Haag die in de jaren 60 en 70 succesvol was.

## Geschiedenis
De groep werd in 1967 opgericht door Robbie van Leeuwen, die naar eigen zeggen bij The Motions zijn plafond had bereikt en een groep wilde neerzetten waarmee hij internationaal meer kansen zag. Van Leeuwen rekruteerde de groepsleden uit diverse hoeken van de Haagse beatscene en koos in eerste instantie voor een zanger, Barry Hay, die net The Haigs had verlaten. Hay bedankte echter en Van Leeuwen sprak de historische woorden: "Hier zul je nog spijt van krijgen". Uiteindelijk werd Fred de Wilde (ex-Hu and The Hilltops) de zanger en werd er een lp voor Polydor opgenomen. Het album was net als de eerste single Love is in the air matig succesvol.
Een jaar later stapte Shocking Blue over naar het pas opgerichte Pink Elephant-label van Dureco. De eerste plaat die op dat label uitkwam, was Lucy Brown Is Back in Town. De single deed het aardig in de Top 40. Toen De Wilde halverwege 1968 een oproep kreeg voor militaire dienst, besloot Van Leeuwen dat hij zijn groep compleet wilde maken met een zangeres. In eerste instantie werd gedacht aan Annet Hesterman, maar zij bleek net een contract met een andere manager te zijn aangegaan en bedankte. Later was ze nog korte tijd de zangeres van de Groningse Ro-d-Ys. In Loosdrecht stuitten Van Leeuwen en manager Cees van Leeuwen op Mariska Veres, die daar optrad met The Motowns tijdens een feestje van de Golden Earring. Via haar moeder werd het contact gelegd.
Shocking Blue werd de eerste Nederlandse groep die een nummer 1-hit in de Billboard Hot 100 van de Verenigde Staten behaalde met de single Venus.
De groep had nog vele andere hits voordat zij in 1975 uit elkaar gingen. In 1979 werd een poging tot een reünie gedaan, maar die duurde maar twee jaar. Shocking Blue herrees in een nieuwe samenstelling in 1993 met Mariska Veres, maar zonder Robbie van Leeuwen. Deze formatie bleef optreden tot aan het overlijden van Mariska Veres in december 2006. Incidenteel trad Veres daarnaast op met de Haagse band The Clarks en met (leden van) de Golden Earring.

## Leden
De groepsleden door de jaren heen:
- Fred de Wilde (zang), (1967-1968)
- Mariska Veres (zang), (1968-1975)
- Robbie van Leeuwen (gitaar, sitar en zang)
- Cor van der Beek (drums)[1]
- Klaasje van der Wal (basgitaar), (1967-1972)
- Henk Smitskamp (basgitaar), (1972-2006)
- Leo van de Ketterij (1970-1971)
- Martin van Wijk (gitaar) (1974-1975)
- Wim Voermans (basgitaar), (1984-1986)
- Jan Pijnenburg (drums), (april 1985-1986)
- Michael Eschauzier (toetsen), (1993-2006)
- André van Geldorp (gitaar, zang), (1987-2006)
- Paul Heppener (basgitaar), (1993-2006)
- Gerben de Bruijn (drums), (1993-1998)
- Michel Schreuder (drums, zang), (1998-2006)

## Venus
De groep had een wereldwijde hit met Venus, een lied gebaseerd op The Banjo Song uit 1963 van The Big 3. De single behaalde in Nederland twee keer de Nederlandse Top 40, maar wist niet hoger te komen dan nummer 3. In de Hilversum 3 Top 30 stond hij in 1970 twee weken op nummer 2. Venus bereikte in de Verenigde Staten echter de nummer 1-positie, net als in veel andere landen in de wereld. Het nummer is inmiddels een evergreen en staat ook jaarlijks in de Top 2000 van Radio 2. Bovendien is het talloze keren gecoverd: bijvoorbeeld als intro van Stars on 45, die ook een nummer 1-positie in Amerika behaalde, en een versie van de meidengroep Bananarama, die in 1986 eveneens de nummer 1-positie in Amerika behaalde.

## Markante ijkpunten
Na een concert in het Julianapark in Utrecht in de zomer van 1969 werd uit baldadigheid door enkele jongeren aan een snoer van de feestverlichting getrokken, waardoor een paal met lampjes omviel en de verlichting uitviel. Robbie van Leeuwen vertelde jaren later over dit voorval vol trots op de radio, dat "bij een concert in Utrecht de boel was afgebroken".
In 1970 werden de bandleden naar aanleiding van het Amerikaanse succes van Venus benoemd tot ereburgers van Den Haag. Ze kregen een eremedaille. De fans konden destijds ter ere van deze gelegenheid een erepenning kopen.
In 1971 werd Shocking Blue tijdens de tweede editie van Pinkpop het spelen nagenoeg onmogelijk gemaakt. De bezoekers vonden Shocking Blue maar een "kapitalistisch hitgroepje" dat niet paste op het hippe en progressieve Pinkpop. Fluitconcerten en "een regen van rot fruit" (zoals te lezen in een verslag over het festival) waren Shocking Blues deel en Robbie, Klaasje, Leo, Cor en Mariska konden niet veel anders doen dan vertrekken.
In 1972 werd de groep tijdens een uitgebreide tournee door diverse landen gevolgd door een filmploeg van Cinecentrum. Resultaat was de special Around the world die in oktober door de AVRO op tv werd uitgezonden. Te horen zijn stukken uit de albums Inkpot en Attila. De special leek lange tijd te zijn verdwenen, maar dook opeens op bij een zoektocht naar beeldmateriaal van Earth & Fire. De film verscheen in 2003 op de dvd van Shocking Blue.
In 1973 speelde Shocking Blue op het Haagse Malieveld tijdens de 18 april-demonstratie van Radio Veronica. Om de vele demonstranten niet te lang in de regen te laten wachten begon Shocking Blue wat eerder dan gepland aan het optreden. Ook The Cats, Mouth & MacNeal en de George Baker Selection behoorden tot de grote groep artiesten die Radio Veronica ondersteunden.

## Einde in zicht
Na een reeks succesvolle singles en albums kreeg Robbie van Leeuwen in 1973 geelzucht en besloot zich als actief lid uit Shocking Blue terug te trekken. Zijn plaats op het podium werd ingenomen door Martin van Wijk. De band heeft nog een album opgenomen in deze samenstelling: Good Times, maar Mariska Veres was op een gegeven moment niet meer gelukkig met het (wan)gedrag van sommige bandleden en besloot te stoppen met Shocking Blue. Op 1 juni 1974 kondigde de band aan dat het voorbij was. Door contractuele verplichtingen om platen uit te brengen kwam er in 1975 nog een laatste single uit van Shocking Blue: Gonna sing my song. De plaat bleef hangen in de tiplijsten. Mariska startte een solocarrière en had daar vooral in Duitsland succes mee. Maar omdat zij een 'band-mens' was en het solo-optreden nog niet zag zitten, besloot ze ook daar een punt achter te zetten. Omdat er toch geld verdiend moest worden, ging ze een poosje werken als diskjockey in een Haagse club. Ook maakte Mariska een tijdje deel uit van Robbies nieuwe groep Mistral, waarmee ze de single Neon City maakte. Hiermee haalde ze voor de laatste keer de Top 40.
In 1979 kwam de band heel even in originele samenstelling bij elkaar en er werd zelfs een nummer opgenomen ter ere van hun come-back: Louise. Maar om onbekende redenen wordt het niet uitgebracht op single. Het nummer komt wel in alle stilte op een Duitse verzamel-lp met hits van dat moment (1979) terecht, maar die blijft door de meeste mensen onopgemerkt. Een jaar later was de originele Shocking Blue dé sensatie van de Haagse Beat Nach (de voorloper van de succesvolle Koninginnenach) in de Houtrusthallen. Platenmaatschappij CNR probeert het vuurtje brandend te houden met een heruitgave van Venus op single en twee verzamel-lp's met vooral de grootste hits, maar toch ging Shocking Blue op den duur weer ter ziele. Eind 1984 waren zij de middernachtact tijdens de Back to the 60's in Den Bosch (de Maaspoort). In 1986 werd de single The Jury and the Judge uitgebracht (Geproduceerd door Pim Koopman). "Hilversum" vond de plaat te heavy en liet hem links liggen. Daarom hield Robbie het verder voor gezien, al was het maar door het feit dat intussen het geld weer binnenstroomde door het succes van de Britse meidengroep Bananarama met hun cover van Venus. CNR wilde meeliften op dit succes met andermaal een 'Best Of'-album, maar hierna ging Shocking Blue toch een aantal jaren van stilte tegemoet.
In 1994 deed Shocking Blue, een jaar daarvoor officieel heropgericht, nog een poging een nieuwe hit te scoren met het door Robbie van Leeuwen geschreven nummer Body and Soul, maar ondanks een promotieronde door Mariska en André bij verschillende radiozenders deed de plaat niets. Mariska Veres verklaarde later dat ze met Shocking Blue geen nieuw werk meer op de plaat wilde zetten.
Drummer Cor van der Beek overleed op 8 april 1998 op 49-jarige leeftijd.
Het definitieve einde voor Shocking Blue kwam op 2 december 2006, toen Mariska Veres overleed aan kanker; de ziekte was kort daarvoor bij haar vastgesteld.
Het nummer Love buzz werd gecoverd door Nirvana. Deze versie staat op hun debuutalbum Bleach uit 1989. Ook The Prodigy wierp zich op Love buzz en mixte de originele opnamen uit 1969 met de drumbeats van 2004 op de cd Always Outnumbered, Never Outgunned onder de titel Phoenix.
In april 2012 wordt het album At Home in de schijnwerpers gezet in de reeks 'Classic Albums' op Nederland 3. Regisseur Dirk Jan Roeleven had hiervoor gesprekken met onder andere Robbie van Leeuwen en Klaasje van der Wal, destijds bandleider/gitarist en bassist binnen Shocking Blue. Er is vooral aandacht voor Venus en Love Buzz, waardoor de andere nummers van At Home wat op de achtergrond raken. Er moest ook worden gewerkt met de afgemixte studio-opnames, omdat de mastertapes van At Home leken te zijn verdwenen.
In het najaar van 2017 bracht platenmaatschappij Red Bullet The Blue Box uit: een verzamelbox met alle studio-albums van Shocking Blue en verder twee cd's met singles en B-kantjes, plus de cd van Mariska met het Shocking Jazz Quintet. Er zat een boekje bij met veel verhalen en achtergronden, geschreven door Shocking Blue-kenner Albert Schöppink. Nagenoeg alles wat op de box te vinden is, verscheen al eerder op plaat of cd. Bijzonder is de opname van de teruggetrokken comebackplaat Louise, die in Nederland nog niet eerder was uitgebracht.
In november 2022 verschijnt er een ongeautoriseerde biografie over de band, "And Venus was her name" geschreven door Leo Oldenburger. 
Bassist Klaasje van der Wal overleed op 12 februari 2018 op 69-jarige leeftijd in zijn woonplaats Den Haag. Slaggitarist Leo van de Ketterij overleed op 5 juli 2021 op 70-jarige leeftijd. Van de originele eerste bezettingen van Shocking Blue (1967-75) zijn alleen Robbie van Leeuwen, Martin van Wijk, Henk Smitskamp en Fred de Wilde nog in leven.

## Discografie

### Albums
| Album met eventuele hitnotering(en) in de Nederlandse Album Top 100 | Datum van verschijnen | Datum van binnenkomst | Hoogste positie | Aantal weken | Opmerkingen   |
| ------------------------------------------------------------------- | --------------------- | --------------------- | --------------- | ------------ | ------------- |
| Shocking Blue                                                       | 1968                  | -                     | -               | -            |               |
| Beat with us                                                        | 1969                  | -                     | -               | -            |               |
| At home                                                             | 1969                  | 14 februari 1970      | 4               | 8            |               |
| Scorpio's dance                                                     | 1970                  | 3 oktober 1970        | 13              | 6            |               |
| Shocking Blue                                                       | 1971                  | 9 januari 1971        | 20              | 17           | Verzamelalbum |
| Third album                                                         | 1971                  | 19 juni 1971          | 25              | 7            |               |
| Live in Japan (28 & 30 juli, 1971)                                  | 1971                  | -                     | -               | -            | Livealbum     |
| Inkpot                                                              | 1972                  | -                     | -               | -            |               |
| Attila                                                              | 1972                  | -                     | -               | -            |               |
| Ham                                                                 | 1973                  | -                     | -               | -            |               |
| With love from Shocking Blue                                        | 1973                  | -                     | -               | -            | Verzamelalbum |
| Good times                                                          | 1974                  | -                     | -               | -            |               |
| Shocking Blue Greatest Hits                                         | 1981                  | -                     | -               | -            | Verzamelalbum |
| Diamond Star Collection                                             | 1991                  | -                     | -               | -            | Verzamelalbum |
| Singles A's & B's                                                   | 1997                  | -                     | -               | -            | Verzamelalbum |
| Golden Collection 2000                                              | 2000                  | -                     | -               | -            | Verzamelalbum |
| Love Buzz                                                           | 2012                  | -                     | -               | -            |               |

### Singles
| Single met eventuele hitnotering(en) in de Nederlandse Top 40 | Datum van verschijnen | Datum van binnenkomst | Hoogste positie | Aantal weken | Opmerkingen                           |
| ------------------------------------------------------------- | --------------------- | --------------------- | --------------- | ------------ | ------------------------------------- |
| Love is in the air / What you gonna do                        | 1967                  | 1967                  | -               | -            |                                       |
| Lucy Brown is back in town / Fix your hair darling            | 1968                  | 28 september 1968     | 21              | 5            |                                       |
| Send me a postcard / Harley Davidson                          | 1968                  | 14 december 1968      | 11              | 7            |                                       |
| Long and Lonesome Road / Fireball of love                     | 1969                  | 8 maart 1969          | 17              | 7            |                                       |
| Venus / Hot sand                                              | 1969                  | 12 juli 1969          | 3               | 26           | #3 in de Single Top 100               |
| Mighty Joe / Wild wind                                        | 1969                  | 29 november 1969      | 1(2wk)          | 18           |                                       |
| Scorpio's Dance / Sally was a good old girl                   | 1969                  | 1969                  | -               | -            | (Promo)                               |
| Never marry a railroad man / Roll engine roll                 | 1970                  | 6 juni 1970           | 1(2wk)          | 12           | Alarmschijf / #1 in de Single Top 100 |
| Hello darkness / Pickin' tomatoes                             | 1970                  | 21 november 1970      | 6               | 9            | Alarmschijf / #4 in de Single Top 100 |
| Shocking you / Waterloo                                       | 1971                  | 6 maart 1971          | 12              | 5            | #10 in de Single Top 100              |
| Blossom lady / Is this a dream                                | 1971                  | 21 augustus 1971      | 2               | 10           | #2 in de Single Top 100               |
| Out of sight, out of mind / I like you                        | 1971                  | 27 november 1971      | 6               | 10           | #6 in de Single Top 100               |
| Inkpot / Give my love to the sunrise                          | 1972                  | 11 maart 1972         | 5               | 9            | #5 in de Single Top 100               |
| Rock in the sea / Broken heart                                | 1972                  | 19 augustus 1972      | 12              | 5            | #14 in de Single Top 100              |
| Eve and the apple / When I was a girl                         | 1972                  | 9 december 1972       | 13              | 8            | #15 in de Single Top 100              |
| Oh Lord / Everything that's mine                              | 1973                  | 7 april 1973          | 14              | 5            | #14 in de Single Top 100              |
| Let me carry your bag / I saw you in June                     | 1973                  | 22 september 1973     | tip10           | -            |                                       |
| Dream on dreamer / Where the pick-nick was                    | 1974                  | 28 januari 1974       | tip             | -            |                                       |
| This America / I won't be lonely long                         | 1974                  | 11 mei 1974           | tip             | -            |                                       |
| Good times / Come my way                                      | 1974                  | 1974                  | tip             | -            |                                       |
| Gonna sing my song / Get it on                                | 1975                  | 31 mei 1975           | tip             | -            |                                       |
| The jury and the judge / I am hanging on to love              | 1986                  | april 1986            | -               | -            |                                       |
| Venus (BHF-Remix) / Venus (Original version)                  | 1990                  | 1990                  | -               | -            |                                       |
| Body & soul / Angel                                           | 1994                  | 1994                  | -               | -            |                                       |

### NPO Radio 2 Top 2000
| Nummers met noteringen in de NPO Radio 2 Top 2000 | '99 | '00  | '01 | '02  | '03  | '04  | '05  | '06  | '07  | '08  | '09  | '10  | '11  | '12  | '13  | '14 | '15 | '16 | '17 | '18 | '19 | '20 | '21 | '22 | '23 | '24  |
| ------------------------------------------------- | --- | ---- | --- | ---- | ---- | ---- | ---- | ---- | ---- | ---- | ---- | ---- | ---- | ---- | ---- | --- | --- | --- | --- | --- | --- | --- | --- | --- | --- | ---- |
| Mighty Joe                                        | -   | 1851 | -   | -    | -    | -    | -    | -    | -    | -    | -    | -    | -    | -    | -    | -   | -   | -   | -   | -   | -   | -   | -   | -   | -   | -    |
| Never Marry a Railroad Man                        | -   | 1393 | 907 | 1009 | 1364 | 1348 | 1587 | 1577 | 1553 | 1460 | 1408 | 1457 | 1774 | 1912 | 1864 | -   | -   | -   | -   | -   | -   | -   | -   | -   | -   | -    |
| Venus                                             | 323 | 521  | 729 | 575  | 629  | 502  | 676  | 510  | 527  | 541  | 470  | 545  | 607  | 557  | 620  | 656 | 885 | 655 | 665 | 959 | 841 | 807 | 729 | 912 | 930 | 1100 |

1. ↑  Een '-' betekent dat het nummer niet was genoteerd en een vetgedrukt getal geeft de hoogste notering van een nummer aan.